# (37727) 1996 TE39
1996 TE39 (asteroide 37727) é um asteroide da cintura principal. Possui uma excentricidade de 0.11441160 e uma inclinação de 6.50773º.
Este asteroide foi descoberto no dia 8 de outubro de 1996 por Eric Walter Elst em La Silla.